# Ingamina
La ingamina A es un pseudoalcaloide relacionado biosintéticamente con la Manzamina A. Este compuesto fue aislado por Kong et. al de la esponja de Nueva Guinea Xestospongia ingens. Presenta actividad citotóxica contra células de leucemia murina P388. [α]D = +131 ( c, 0.18 en MeOH).
Junto con este compuesto fue aislado la ingamina B, la cual es la desoxiingamina A, (C30H44N2), también es citotóxico y ópticamente activo ([α]D = +108)

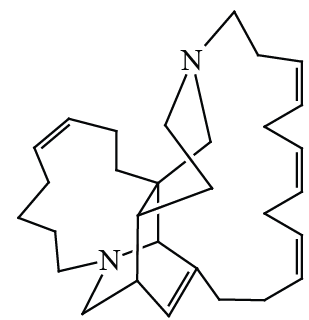
Ingamina B